# Îngerul asiatic
Îngerul asiatic (în japoneză アジアの天使) este un film japonezo-sud-coreean din 2021, scris și regizat de Yuya Ishii în care sunt distribuiți Sosuke Ikematsu și Choi Hee-seo în rolurile principale. Povestea prezintă un japonez care caută să îți facă o viață nouă în Coreea de Sud. Filmul a fost filmat exclusiv în Coreea de Sud cu actori japonezi și coreeni, narațiunea fiind creată în jurul ideii de a depăși barierele culturale pentru a începe noi capitole în viață. Tsuyoshi, un tată singur și romancier zbuciumat, se află pe drum alături de fratele său și alți pierde-vară; pe măsură ce trec printre diferențele și viitorul lor, grupul găsește în cele din urmă moduri de conexiune profundă, în ciuda conflictelor culturale și lingvistice.
Îngerul asiatic a avut premiera în închiderea Festivalului filmului asiatic de la Osaka din 2021. Filmul a fost selectat pentru a fi proiectat la cel de-al 20-lea Festival al filmului asiatic de la New York. Ikematsu, care joacă rolul principal, a fost, de asemenea, ales pentru unul dintre cele trei premii ale festivalului.

## Intrigă
Tsuyoshi, un romancier japonez văduv, îl duce pe tânărul său fiu Manabu la Seul pentru a lucra cu fratele mai mare al lui Tsuyoshi, Toru. Ei descoperă că Toru își câștigă existența exportând ilegal produse cosmetice. Situația se înrăutățește când partenerul lui Toru fură profiturile și fuge cu banii. Toru sugerează o altă cale de profit, iar trio-ul pleacă în mediul rural. În cele din urmă, o întâlnesc pe Seol, o cântăreață coreeană a cărei muzică nu se vinde și al cărei șef o presează să intre într-o relație nedorită. După ce Seol este abandonată brusc de agenția ei, ea și sora ei ajung în același tren cu frații japonezi și în cele din urmă ajung să călătorească împreună. Între Tsuyoshi și Seol începe să se înfiripe o dragoste subtilă, complicată oarecum de barierele culturale și de comunicare și de efectele trecutului. Povestea are și elemente de supranatural, Koto Serizawa jucând rolul unui înger în film.

## Distribuție
- Sosuke Ikematsu în rolul Tsuyoshi Aoki
- Choi Hee-seo în rolul Choi Seol
- Joe Odagiri în rolul Toru Aoki
- Kim Min-jae în rolul Choi Jung-woo
- Kim Ye-eun în rolul Choi Bom
- Ryo Sato în rolul Manabu Aoki
- Tateto Serizawa în rolul îngerului
- Ji Ja-hye în rolul mătușii
- Jang Hee-ryung în rolul Tae-yeon
- Seo Dong-gab în rolul Lee Dong-hee
- Park Jung-bum în rolul Jung-mo